# Svartabborrtjärnen (Råneå socken, Norrbotten, 734653-178354)
Svartabborrtjärnen är en sjö i Bodens kommun i Norrbotten och ingår i Råneälvens huvudavrinningsområde.